# Acide cétoléique
L'acide cétoléique (ou acide 11-docosénoïque) est un acide gras monocarboxylique mono-insaturé, de formule brute C22H42O2. Dans la nomenclature biochimique, il est noté 22:1, n-11. Il est notamment présent dans diverses huiles de poisson.

## Données physico-chimiques
- Indice d'iode : 74,98[2]

## Stéréochimie
L'acide acide docos-11-énoïque se présente sous la forme de deux diastéréoisomères de géométrie E et Z selon que la double liaison est cis ou trans.